# Titia Brongersma

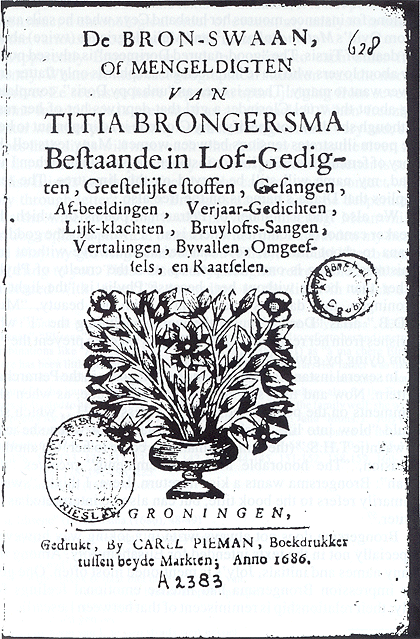
Titelseite von Brongersmas Gedichtband De Bron-swaan (1686)

Titia Brongersma (* um 1648 oder um 1650 in Dokkum; † nach 1687 in Groningen (?)) war eine niederländische Dichterin in westfriesischer Sprache und eine Pionierin der prähistorischen Archäologie.

## Leben

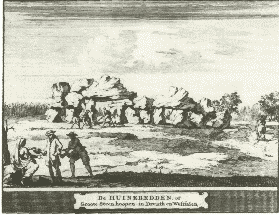
Darstellung der Ausgrabung des Großsteingrabes bei Borger durch Titia Brongersma in Ludolph Smids Schatkamer der Nederlandse oudheden (1711)

Titia Brongersma entstammte wahrscheinlich einer bedeutenden friesischen Familie. Es sind nur wenige Einzelheiten aus ihrem Leben bekannt. Sie war die Tochter des Chirurgen Bronger Wijtses und dessen Frau Aeltien Koertsdochter. Sie scheint nie geheiratet zu haben. Größere Bekanntheit erlangte sie durch die erste Ausgrabung eines Großsteingrabes in den Niederlanden. Sie verbrachte die Pfingsttage 1685 bei Freunden in Borger. Auf Anregung ihres Freundes Ludolph Smids organisierte sie zu dieser Gelegenheit am 11. Juni 1685 gemeinsam mit ihrem Cousin Jan Laurens Lentinck, dem Schultheiß von Borger, eine Untersuchung des dortigen Großsteingrabs.
1686 publizierte Brongersma einen Gedichtband mit dem Titel De bron-swaan of mengeldigte. Dieser enthielt vorwiegend Gelegenheitsgedichte, in denen sie die künstlerischen Fähigkeiten anderer niederländischer Frauen lobte. Ein Gedicht befasste sich mit ihrer Untersuchung des Großsteingrabes von Borger. Aus ihm geht hervor, dass Brongersma das Grab für einen Tempel hielt, welcher der Natur gewidmet war.
Neben De bron-swaan schrieb Brongersma noch ein weiteres Gedicht über das Großsteingrab bei Borger (1694 von Smids publiziert) und ein Gedicht über ein Feuer bei Groningen (Op de schricklijcke Brandt van den 12. May 1687. 1687). Eine von ihr angestrebte erweiterte Auflage von De bron-swaan wurde nicht mehr realisiert. Ob ein zweiter Band mit dem Titel Hemelse Orgeltoonen, der von Smids erwähnt wird, je vollendet und publiziert wurde, ist unklar. Brongersmas genaues Todesdatum ist unbekannt.

## Nachwirkung
Brongersma selbst veröffentlichte außer ihren Gedichten nichts über ihre Untersuchung des Großsteingrabes von Borger. Sie tauschte sich hierüber aber intensiv mit ihrem Freund, dem aus Groningen stammenden Arzt und Dichter Ludolph Smids, aus. Smids verfasste zunächst seinerseits ein Gedicht über die Grabung, worauf Brongersma mit ihrem zweiten Gedicht antwortete. In seinem Werk Poëzije veröffentlichte er 1694 beide Gedichte und fügte zudem eine nähere Beschreibung der Funde und Befunde aus dem Grab hinzu. In seinem 1711 erschienenen Werk Schatkamer der Nederlandse oudheden ging er erneut auf die Grabung ein, ebenso in seinem Briefwechsel mit Christian Schlegel. Smids Publikationen zu der Grabung in Borger führten dazu, dass die zuvor weit verbreitete Vorstellung, die Großsteingräber seien von Riesen errichtet worden, die durch ein 1660 erschienenes Werk von Johan Picardt noch einmal an Popularität gewonnen hatte, nun zunehmend abgelehnt wurde.
Brongersmas literarisches Werk erfuhr im 18. und 19. Jahrhundert überwiegend Geringschätzung. Erst zu Beginn des 20. Jahrhunderts erfuhren ihre Gedichte wieder größere Aufmerksamkeit. 1924 wurden sie von William Edward Collinson ins Englische übersetzt.

## Werke
- De bron-swaan of mengeldigte (1686)